# Złotowski (herb szlachecki)
Złotowski – polski herb szlachecki, znany z jedynego wizerunku pieczętnego.

## Opis herbu
Opis z wykorzystaniem zasad blazonowania, zaproponowanych przez Alfreda Znamierowskiego:
W polu brama, nad którą belka połączona z nią drogą, nad tym, jakby litera S w pas, barwy nieznane.

## Najwcześniejsze wzmianki
Pieczęć B. Złotowskiego z 1552.

## Herbowni
Herb ten był herbem własnym, więc przysługiwał tylko jednemu rodowi herbownych:
Złotowski.